# Standardmodell
Das Standardmodell der Elementarteilchenphysik (auch Standardmodell der Teilchenphysik, kurz Standardmodell (SM)) fasst die wesentlichen Erkenntnisse der Teilchenphysik nach heutigem Stand zusammen. Es beschreibt alle bekannten Elementarteilchen und die wichtigen Wechselwirkungen zwischen ihnen: die starke Wechselwirkung, beschrieben durch die Quantenchromodynamik, die schwache Wechselwirkung und die elektromagnetische Wechselwirkung, vereinheitlicht beschrieben durch die Elektroschwache Wechselwirkung. Nur die (vergleichsweise sehr schwache) Gravitation wird nicht berücksichtigt.
In theoretischer Hinsicht ist das Standardmodell eine Quantenfeldtheorie. Seine fundamentalen Objekte sind daher Felder, die nur in diskreten Paketen verändert werden; diese diskreten Pakete entsprechen den beobachtbaren Teilchen. Das Standardmodell ist so gebaut, dass seine Teilchen und Felder die Gesetze der speziellen Relativitätstheorie und der Quantenmechanik erfüllen.
Viele Voraussagen des Standardmodells wurden durch Experimente der Teilchenphysik bestätigt, und keine wurde widerlegt. Insbesondere sagte das Modell bis dahin unbekannte Elementarteilchen voraus, deren Existenz dann erfolgreich nachgewiesen wurde und deren gemessenen quantitativen Eigenschaften sehr gut mit der Theorie übereinstimmen. Ein besonders deutliches Beispiel für die dabei erzielte Genauigkeit ist der g-Faktor des Elektrons.
Es gibt dennoch Gründe für die Annahme, dass das Standardmodell nur ein Aspekt einer noch umfassenderen Theorie ist. Dunkle Materie und Dunkle Energie werden vom Standardmodell nicht beschrieben. Seine Aussagen führen bei hohen Energien, wie sie beim Urknall auftraten, zu Widersprüchen mit der allgemeinen Relativitätstheorie. Es enthält 18 freie Parameter, deren Werte nicht aus der Theorie hervorgehen, sondern anhand von experimentellen Ergebnissen festgelegt werden müssen. Es gibt zahlreiche Bemühungen, das Standardmodell zu erweitern oder abzulösen.
Auf dem Standardmodell bauen zahlreiche sog. effektive Theorien auf, die für die theoretische Beschreibung der beobachtbaren Phänomene  in der Praxis geeigneter sind, zum Beispiel je nach dem gerade interessierenden physikalische Umfeld bei der Beschreibung von Sternen, Flüssigkeiten, Festkörpern, Atomen, Atomkernen etc.

## Wechselwirkungen
Im Standardmodell wird die Wechselwirkung der Materiefelder durch abstrakte (mathematische) Eichsymmetrien beschrieben, wodurch das Standardmodell auch eine Eichtheorie ist. Die Eichgruppen des SMs sind {\displaystyle U(1)_{Y}}, {\displaystyle SU(2)_{L}} und {\displaystyle SU(3)_{c}}. Die jeweiligen Ladungen dieser Symmetrien sind die (schwache) Hyperladung, der (schwache) Isospin und die Farbladung. Die drei üblicherweise als Wechselwirkungen des Standardmodells aufgezählten Wechselwirkungen (die elektromagnetische Wechselwirkung, die schwache Wechselwirkung und die starke Wechselwirkung) ergeben sich aus diesen Eichgruppen:
- Der Higgs-Mechanismus führt zur elektroschwachen Symmetriebrechung. Dabei entstehen durch die Gruppen {\displaystyle U(1)_{Y}} und {\displaystyle SU(2)_{L}} in der Teilchendarstellung drei effektive Austauschteilchen: Das Photon, das Z-Boson und das W-Boson. Das masselose Photon ist das Austauschteilchen der elektromagnetischen Wechselwirkung, das Z- und das W-Boson sind die massiven Austauschteilchen der schwachen Wechselwirkung.
- Die lokale Eichgruppe {\displaystyle SU(3)_{c}} erzwingt die Existenz der Gluon-Felder, welche die Farbwechselwirkung zwischen den Quarks und untereinander vermitteln. Die Farbwechselwirkung ermöglicht den Austausch gebundener Quark-Antiquark-Zustände (Pionen) zwischen den Bausteinen eines Atomkerns (Nukleonen). Je nach Nomenklatur wird der Begriff starke Wechselwirkung folgendermaßen verwendet: Entweder man versteht darunter die durch Pionaustausch beschreibbare effektive Wechselwirkung zwischen den Nukleonen, oder die Farbwechselwirkung selbst wird direkt als starke Wechselwirkung bezeichnet.

## Elementarteilchen

Elementarteilchen des Standardmodells

|  Quarks   |  Austauschteilchen |
|  Leptonen |  Higgs-Boson       |

### Fermionen: Materie-Teilchen
Die Fermionen des Standardmodells und nichtelementare Teilchen, die aus ihnen aufgebaut sind, sind per Konvention die Teilchen, die als „Materie“ bezeichnet werden. Fermionen, die der Farbwechselwirkung unterliegen, werden „Quarks“ genannt; die anderen Fermionen sind „Leptonen“ (leichte Teilchen). Sowohl Leptonen als auch Quarks werden aus praktischen Gründen in drei „Generationen“ mit je einem Paar Teilchen unterteilt. Die Teilchen eines Paares unterscheiden sich in ihrem Verhalten bezüglich der {\displaystyle SU(2)_{L}}-Eichgruppe und damit in ihrer elektroschwachen Wechselwirkung – besonders nennenswert ist dabei ihre unterschiedliche elektrische Ladung. Äquivalente Teilchen verschiedener Generationen haben nahezu identische Eigenschaften, der deutlichste Unterschied ist die mit der Generation zunehmende Masse.

### Vektorbosonen: Wechselwirkungs-Teilchen
Die bosonischen Elementarteilchen des Standardmodells unterscheiden sich in ihrem Spin; die Vektorbosonen (Photon, W, Z, Gluon) haben die Spinquantenzahl 1, das Higgs-Boson die Spinquantenzahl 0. Die Existenz der Vektorbosonen ist mathematisch eine notwendige Folge der Eichsymmetrien des Standardmodells. Sie vermitteln die Wechselwirkungen zwischen Teilchen, können aber prinzipiell auch als eigenständige Teilchen auftreten (insbesondere das Photon, das als Elementarteilchen eine „Quantengröße“ elektromagnetischer Wellen darstellt).
Die Gluonen sind Eichbosonen und repräsentieren direkt die Freiheitsgrade der Eichgruppe {\displaystyle SU(3)} der starken Kraft. Die W- und Z-Bosonen und die Photonen hingegen repräsentieren nicht direkt die Freiheitsgrade der übrigen Eichgruppe {\displaystyle SU(2)_{L}\times U(1)}, werden aber gelegentlich trotzdem als Eichbosonen bezeichnet. Die Vektorbosonen des Standardmodells werden auch „Botenteilchen“ oder „Austauschteilchen“ genannt.
Im Sektor der Eichfeldtheorien des Standardmodells, die bis auf die U(1) Komponenten nicht-abelsche Eichfeldtheorien sind, bei denen die geladenen Eichbosonen miteinander wechselwirken und die deshalb auf nichtlineare, störungstheoretisch nur in Grenzfällen behandelbare Feldgleichungen führen, spielen topologische Feldanregungen eine Rolle. Sie spielen zum Beispiel als Sphaleron im elektroschwachen Sektor bei der Erklärung der Baryogenese eine Rolle und als Instantonen in der QCD in der Beschreibung des Bereichs, der nicht der Eigenschaft der asymptotischen Freiheit unterliegt. Letzterer tritt in Hochenergiestreuexperimenten auf, das theoretisch ungelöste und schwierig zu behandelnde Problem des Confinement in der QCD (der Tatsache, dass in der gegenwärtigen Phase des Universums nur farbneutrale freie Hadronen vorkommen) liegt aber im nichtstörungstheoretischen Bereich, der entweder mit Simulation über Gittereichtheorien behandelt wird oder analytisch auf Basis von nichtlinearen, störungstheoretisch nicht beschreibbaren Anregungen des Feldes. Deshalb spielen im Standardmodell nicht nur die Elementarteilchen selbst eine Rolle, sondern auch nichtlineare Feldanregungen.

### Higgs-Boson
Das Higgs-Boson ist keine direkte Folge einer Eichsymmetrie, vermittelt daher keine Wechselwirkung im Sinne des Standardmodells und wird daher auch nicht als Austauschteilchen angesehen. Das Higgs-Boson wird jedoch „benötigt“, um die elektroschwache {\displaystyle SU(2)\times U(1)}-Symmetrie zu brechen und so sowohl dem Z- als auch den W-Bosonen Masse zu verleihen. Am 4. Juli 2012 wurde in einem Seminar am CERN bekanntgegeben, dass durch Experimente am Large Hadron Collider ein Boson nachgewiesen wurde, das in allen bisher untersuchten Eigenschaften mit dem Higgs-Boson übereinstimmt, was weitere Messungen bestätigen konnten.

## Physikmodelle neben dem Standardmodell
Das Standardmodell der Teilchenphysik kann nahezu alle bisher beobachteten teilchenphysikalischen Beobachtungen erklären. Allerdings ist es unvollständig, da es die gravitative Wechselwirkung nicht beschreibt. Außerdem gibt es auch innerhalb der Teilchenphysik einige offene Fragen, die das Standardmodell nicht lösen kann, wie z. B. das Hierarchieproblem und die Vereinigung der drei Grundkräfte. Auch die inzwischen bestätigte, von Null verschiedene Masse der Neutrinos führt über die Theorie des Standardmodells hinaus.
Es existiert eine Vielzahl alternativer Modelle, aufgrund derer das etablierte Standardmodell lediglich um weitere Ansätze erweitert wird, um einige Probleme besser beschreiben zu können, ohne sein Fundament zu verändern. Die bekanntesten Ansätze für neue Modelle sind Versuche zur Vereinigung der drei im Standardmodell vorkommenden Wechselwirkungen in einer Großen vereinheitlichten Theorie (GUT). Solche Modelle beinhalten häufig auch Supersymmetrie, eine Symmetrie zwischen Bosonen und Fermionen. Diese Theorien postulieren zu jedem Teilchen des Standardmodells Partnerteilchen mit vom Originalteilchen unterschiedlichen Spin, von denen bisher jedoch noch keines nachgewiesen werden konnte. Ein anderer Ansatz zur Erweiterung des Standardmodells ergibt Theorien der Quantengravitation. Solche Ansätze beinhalten beispielsweise die Stringtheorien, die auch GUT-Modelle enthalten, sowie die Schleifenquantengravitation.
Die konkreten Modelle von Erweiterungen des Standardmodells sollten trotz des Namens nicht mit dem Fachbegriff Standardmodellerweiterung (Standard-Model Extension, SME) verwechselt werden. Die Standardmodellerweiterung beschreibt ein allgemeines Schema zur Bewertung von etwaigen Verletzungen von Symmetrien, die für das Standardmodell grundlegend sind, wie CPT und Lorentz-Invarianz.
| Fundamentale Wechselwirkungen und ihre Beschreibungen (Theorien in frühem Stadium der Entwicklung sind grau hinterlegt.) |                                       |                                                 |                                   |                         |                                |
| | Starke Wechselwirkung                 | Elektromagnetische Wechselwirkung               | Elektromagnetische Wechselwirkung | Schwache Wechselwirkung | Gravitation                    |
| klassisch |                                       | Elektrostatik                                   | Magnetostatik                     |                         | Newtonsches Gravitationsgesetz |
| klassisch | Elektrodynamik                        | Elektrodynamik                                  | Allgemeine Relativitätstheorie    |                         |                                |
| quanten- theoretisch | Quantenchromodynamik (Standardmodell) | Quantenelektrodynamik                           | Quantenelektrodynamik             | Fermi-Theorie           | Quantengravitation (?)         |
| quanten- theoretisch | Quantenchromodynamik (Standardmodell) | Elektroschwache Wechselwirkung (Standardmodell) |                                   |                         | Quantengravitation (?)         |
| quanten- theoretisch | Große vereinheitlichte Theorie (?)    |                                                 |                                   |                         | Quantengravitation (?)         |
| quanten- theoretisch | Weltformel („Theorie von Allem“) (?)  |                                                 |                                   |                         |                                |

Zusammenfassend gibt es noch folgende offene Fragen im Standardmodell:
- Hat das gefundene Higgs-Boson die vorhergesagten Eigenschaften und gibt es weitere Higgs-Bosonen?
- Warum haben die fundamentalen Wechselwirkungen so unterschiedliche Kopplungsstärken und was ist mit der Gravitation?
- Die CP-Verletzung allein kann die beobachtete Materie-Antimaterie-Asymmetrie im Universum nicht erklären.
- Warum gibt es gerade drei Generationen (mit je zwei Flavours) von fundamentalen Fermionen?
- Das Standardmodell beinhaltet mindestens 18 freie Parameter, die man bisher durch Messung bestimmen muss. Lassen diese sich aus einer allgemeineren Theorie vorhersagen?
- Woraus besteht Dunkle Materie?

2021 verdichteten sich Hinweise auf Abweichungen vom Standardmodell in Präzisionsexperimenten sowohl am Muon g-2 Experiment des Fermilab (g-Faktor des Muons) als auch bei der Leptonenuniversalität in B-Meson-Zerfällen am LHCb-Experiment am CERN.
2025 wurde die theoretischen Berechnungen detaillierter und scheinen nun dem  experimentell ermittelten Werten zu entsprechen.

## Trivia
Der bekannte theoretische Physiker und Wissenschaftsjournalist Michio Kaku wird auch für seine pointierten  Formulierungen geschätzt. So schreibt er in seinem 2023 erschienenem Buch Wettlauf um die Zukunft im Kapitel Standardmodell der Teilchen: „Es ist eine Theorie, die nur eine Mutter lieben kann. Das ist so, als würde man ein Erdferkel, ein Schnabeltier und einen Wal mit Tesafilm zusammenkleben und es als die beste Schöpfung der Natur bezeichnen, das Endprodukt von Millionen Jahren Evolution. Schlimmer noch: Die Theorie erwähnt weder die Schwerkraft, noch kann sie die dunkle Materie und dunkle Energie erklären, die den größten Teil des bekannten Universums ausmachen.“